# El Chavo del Ocho
El Chavo del Ocho' е мексикански ситком, създаден от Роберто Гомес Боланьос. Продуцирано е от Телевисион Индепендиенте де Мексико и Телевиса за El Chavo del 8.

## Герои
- Ел Чаво (Роберто Гомес Боланьос) - протагонист на сериала, 8-годишно момче.
- Кико (Карлос Вилагран) - 9-годишно момче.
- Ла Чилиндрина (Мария Антониета де лас Ниевес) - 8-годишно момиче с лунички. Тя е палава и интелигентна. Тя е приятелка на Ел Чаво и Кико.
- Дон Рамон (Рамон Валдес) - бащата на Чилиндрина.
- Доня Флоринда (Флоринда Меза) - майката на Кико.
- Попис (Флоринда Меза) - племенница на Доня Флоринда.
- Професор Джирафалес (Рубен Агире) - начален учител.
- Сеньор Барига (Едгар Вивар) - собственик на Ла Весиндад.
- Ньоньо (Едгар Вивар) - син на Сеньор Барига.
- Доня Клотилде "Ла бруха дел 71" (Анджелинес Фернандес) - неомъжена жена.